# Щурат, Василий Григорьевич
Василий Григорьевич Щурат (12 (24) августа 1871, село Вислобоки — 24 апреля 1948, Львов) — украинский литературовед, поэт, переводчик. Один из основателей Львовского тайного украинского университета, академик Академии наук Украины (1929).

## Биография
Родился в семье сельского учителя. Образование по специальности «славянская филология» получил во Львовском и Венском университетах (1892—96), там же защитил докторский диплом. В 1898—1934 годах служил учителем и директором в гимназиях.
В 1914—1923 на руководящей работе в Научном обществе им. Тараса Шевченко во Львове. С 1939 — профессор Львовского университета, директор Библиотеки АН УССР во Львове. Основной круг интересов — творчество Т. Г. Шевченко, литература Киевской Руси, украинско-польские литературные связи. Автор ряда поэтических книг.
Умер во Львове. Похоронен на Лычаковском кладбище.

## Награды
- орден Трудового Красного Знамени (30.08.1946)

## Творческая деятельность
Василию Щурату принадлежит лучший из дореволюционных украинский перевод Слова о полку Игореве, опубликованный в 1907. Василий Щурат подошёл к памятнику как ученый, хорошо осведомленный в литературе о «Слове», и как поэт. Он выступал не за буквальный, а за адекватный перевод. Щурат в предисловии к первому изданию перевода В. Г. Щурат изложил своё кредо: 

…переводить верно слово в слово — это ещё слишком мало. Нужно всегда спрашивать, будет ли новый филологический заменитель данного изречения также новым поэтическим заменителем данного изречения. А то ведь за филологией пропадет поэзия с очарованием своих эффектов. С такими убеждениями принимался я за свой перевод, стараясь переводить не только критически, но и поэтически («Слово» в укр. худ. переводах. С. 210)
Щурат действительно свойственно изысканное владение словом, умение пользоваться различными его смысловыми эквивалентами. Хотя избранный им размер — 4-стопный хорей — оказывается слишком легковесным в сравнении с чеканным ритмом «Слова», его перевод все же может быть поставлен в один ряд с переводами М. Ф. Рыльского, Л. Гребёнки, А. В. Коваленко. Пример перевода Василия Щурата: 

Сіяв Олег Гориславич
Свари, ніби стріли з лука.
Погибала в княжих сварах
Жизнь Дажбожового внука.
Вік вкорочувався людям
в княжій буйності-сваволі.
Мало де погейкували
ратаï тоді у полі.
Зате часто круки грали,
трупом ділячися живо,
а галки свій говір знали
в перелеті на поживу.
Как и другие переводчики «Слова о полку Игреве», Щурат обращался к тексту памятника в своих оригинальных произведениях. В сборнике «Історичні пісні» мы найдем стихотворение «Боян» с эпиграфом из С., вариацией на тему фрагмента из «Слова» является стихотворение «Ярослав Осмомысл», в котором могуществу Галича XII в. противопоставляется совр. плачевное состояние города, ограбленного польск. шляхтой и австр. чиновниками. Реминисценции С. встречаются в стихотворении «Святослав». Мотивы «Слова» В.Щурат использовал также в стихотворениях, написанных по поводу первой мировой войны: осада Перемышля русской армией будит у него воспоминания о прежних тяготах во времена половецких, а затем татарских набегов.

## Сочинения
- Пісня про поход Ігоря Святославича. Поема XII в. Львів, 1907 (то же: «Слово» в укр. худ. переводах. С. 190—210)
- Поезіï. Слово про похід Ігоря. Пісня про Роланда. Львів, 1957. С. 37—62; «Слово» в переводах и переложениях. С. 334—356
- Слово о полку Ігореві. Київ, 1986. С. 155—172.
- 3 життя и творчості Шевченка. Львов, 1914
- Від Пліснеська в «Словѣ о полку Игоревѣ» // ЗНТШ. 1919. Т. 128. С. 21—23.
- Шевченко в 1846 году. (Пер. с укр.)- в кн.: Т. Г. Шевченко в воспоминаниях современников. М., 1962.